# Iglesia de San Pedro y San Pablo (Oostende)
Sint-Petrus-en-Pauluskerk (en español: Iglesia de San Pedro y San Pablo), la iglesia principal de Oostende, Bélgica es una iglesia católica de estilo neogótico.
Está construido sobre las cenizas de una iglesia anterior, que ocupó el sitio. El rey Leopoldo II apoyó con entusiasmo un plan para construir una iglesia nueva y más magnífica. La construcción comenzó en 1899 y fue terminada y consagrada por el obispo Waffelaert el 31 de agosto de 1908. Sus vitrales fueron destruidos durante las dos guerras mundiales y fueron sustituidos por ventanas por Martens Michiel. La iglesia es de 70 metros de largo y 30 metros de ancho. Sus torres son de 72 metros de altura.
La iglesia fue construida en el estilo neo-gótico según los planos de arquitecto Louis Delacenserie, quien basó su diseño en la catedral gótica de Colonia y el Votivkirche neo-gótico de Viena.

## Referencias

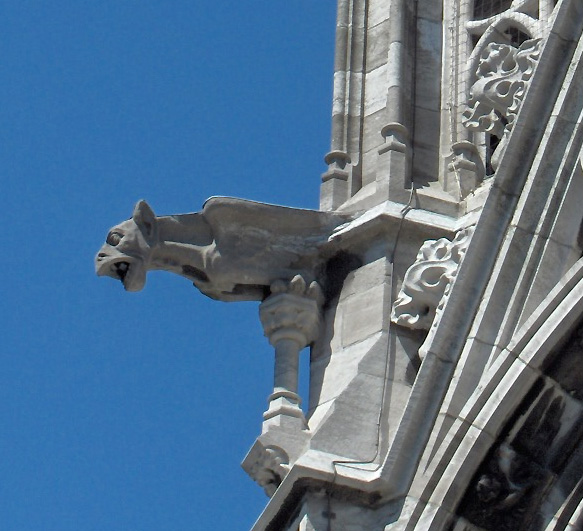
Gárgola de una de las torres de la iglesia.